# بردگوری دزداران ۳
بردگوری دزداران ۳ در شهرستان فارسان واقع شده و این اثر در تاریخ ۸ خرداد ۱۳۸۰ با شمارهٔ ثبت ۳۸۶۸ به‌عنوان یکی از آثار ملی ایران به ثبت رسیده است.